# Londonbeat
Londonbeat — британсько-американський танцювально-поп-гурт, який на початку 1990-х випустив низку поп- і танцювальних хітів. Учасниками колективу є американець Джиммі Хелмс (який також мав успішну сольну кар'єру і співав радіо-джингли для радіо «Халлам» та «Гереверд радіо» у Великій Британії); Джиммі Чемберс (народився 29 січня 1946 р.) з Тринідаду та Шарль П'єр. Серед колишніх членів — мультиінструменталіст Вільям Хенсхол (Віллі М); Джордж Чендлер (раніше учасник-засновник і фронтмен Olympic Runners); Марк Голдшміц (згодом учасник гурту Leash) та Майлз Кейн.

## Історія
Кар'єра Londonbeat розпочалася в Нідерландах, де «There is Beat Going On» досяг top 1 , а потім «9 AM (The Comfort Zone)», що згодом стало помірним успіхом у Великій Британії. Вони найкраще відомі своєю піснею «I've Been Thinking About You», яка потрапила під № 1 на Billboard Hot 100 і Play Hot Dance Music / Club чартів в 1991 році, і для їхніх близьких гармоній. Їх наступний сингл, «A Better Love», став хітом Billboard Hot 100 Top 20, і вони повернулись на перше місце танцювальної таблиці з «Come Back» (Hot 100 № 62).

## Повернення
У 1995 році Londonbeat увійшов до британського відбіркового етапу конкурсу пісні Євробачення з «I'm Just Your Puppet on a … (String)». Однак вони не були обрані для участі в головному конкурсі (програвши реп-гурту Love City Groove), а сингл опинився на 55-му місці UK Singles Chart.
У 2003 році Londonbeat перегрупувався в новий склад і підписав контракт з німецьким звукозаписуючим лейблом Coconut. В альбомі під назвою «Back in the Hi-Life» серед нових треків були перезаписи «A Better Love» та «I'm Bein Thinking About You».
Марк Голдшміц залишив гурт в 2004 році. В даний час він живе в Берліні, а зараз він грає на гітарі в колективі Leash.
У 2011 році Londonbeat випустили два треки The Crossing (Expansion Records) бразильського піаніста Еуміра Деодато, титульної композиції (із запрошеним перкусіоністом Пако Сері) та «No Getting Over You».
У 2019 році Londonbeat співпрацював з німецьким ді-джеєм Клаасом, який реміксував хіт № 1 «I've Been Thinking About You». Ремікс потрапив у топ-10 рейтингу Billboard Dance.

## Інша інформація
Чемберс і Чендлер були бек-вокалістами альбому Пола Янга 1985 року «The Secret Of Association».
Джиммі Хелмс, Джордж Чандлер і Джиммі Чемберс також були бек-вокалістами синглу Deacon Blue «When Will You Make My Telephone Ring» та альбому Fine Young Cannibals «The Raw and the Cooked» трьох пісень: «Good Thing», «Tell Me What» і «It's OK (It's Alright)».
Чендлер, Чемберс і Хелмс також брали участь у бек-вокалі синглу Godley & Creme «A Little Piece of Heaven» та альбому 1988 року «Goodbye Blue Sky».

## Склад

### 1980-ті та 1990-ті роки
- Джиммі Хелмс
- Джиммі Чемберс
- Джордж Чандлер
- Вільям Хенсхол (Віллі М)

### 2000-ті роки
- Джиммі Хелмс
- Джиммі Чемберс
- Майлз Кейн
- Марк Гольдшміц

### Інше
- Шарль П'єр (продюсер, автор пісень)

## Дискографія

### Студійні альбоми
- Speak (1988) [No U.S. release]
- In the Blood (1990)
- Harmony (1992) [No U.S. release]
- Londonbeat (1994)
- Back in the Hi-Life (2003) [No U.S. release]
- Gravity (2004) [No U.S. release]